# Cephaloscyllium
Cephaloscyllium  — рід акул родини Котячі акули, що налічує 18 видів. Інша назва роду — голова́ста аку́ла.

## Опис
Загальна довжина представників цього роду коливається від 60 до 110 см. Голова коротка, широка та зверху пласка. Рот доволі широкий. Зуби дрібні. Навколо ніздрів присутні шкіряні складки. Очі «котячі», середнього розміру з рудиментарною мигальною мембраною. Тулуб веретеноподібний, кремезний. Шкіра товста, вкрита сильно кальцинованими лусочками. Грудні плавці великі. Мають 2 спинних плавця, розташованих ближче до хвоста, причому перший спинний плавець більше за другий. Черевні плавці маленькі. Хвіст тонкий. Верхня лопать хвостового плавця більша за нижню. Забарвлення сіруватого, коричнюватого кольору з плямами різної форми.

## Спосіб життя
Акули Cephaloscyllium — мляві риби, які тримаються дна і зазвичай трапляються на глибинах до 700 м. Вони живляться рибами, молюсками та безхребетними. При нападі хижаків роздувають черево, наповнюючи його водою або повітрям, через що й отримали свою назву.
Це яйцекладні акули. Самиці відкладають 1-2 яйця.
Усі види не становлять загрози для людини.

## Розповсюдження
Поширені в тропічних і помірних прибережних водах Індійського (від Австралії до Африки й півострова Індостан) та Тихого океанів (від узбережжя Австралії до Північної Америки та узбережжя Китаю).

## Види
- Cephaloscyllium albipinnum  Last, Motomura & White, 2008
- Cephaloscyllium circulopullum  Yano, Ahmad & Gambang, 2005
- Cephaloscyllium cooki  Last, Séret & White, 2008
- Cephaloscyllium fasciatum  Chan, 1966
- Cephaloscyllium formosanum  Teng, 1962
- Cephaloscyllium hiscosellum  White & Ebert, 2008
- Cephaloscyllium isabellum  Bonnaterre, 1788
- Cephaloscyllium laticeps  Duméril, 1853
- Cephaloscyllium maculatum  Schaaf-Da Silva & Ebert, 2008
- Cephaloscyllium pardelotum  Schaaf-Da Silva & Ebert, 2008
- Cephaloscyllium pictum  Last, Séret & White, 2008
- Cephaloscyllium sarawakensis  Yano Ahmad & Gambang, 2005
- Cephaloscyllium signourum  Last, Séret & White, 2008
- Cephaloscyllium silasi  Talwar, 1974
- Cephaloscyllium speccum  Last, Séret & White, 2008
- Cephaloscyllium stevensi  Clark & Randall, 2011
- Cephaloscyllium sufflans  Regan, 1921
- Cephaloscyllium umbratile  Jordan & Fowler, 1903
- Cephaloscyllium variegatum  Last & White, 2008
- Cephaloscyllium ventriosum  Garman, 1880
- Cephaloscyllium zebrum  Last & White, 2008